# Fachbereich Allgemeine Innere Verwaltung Hof

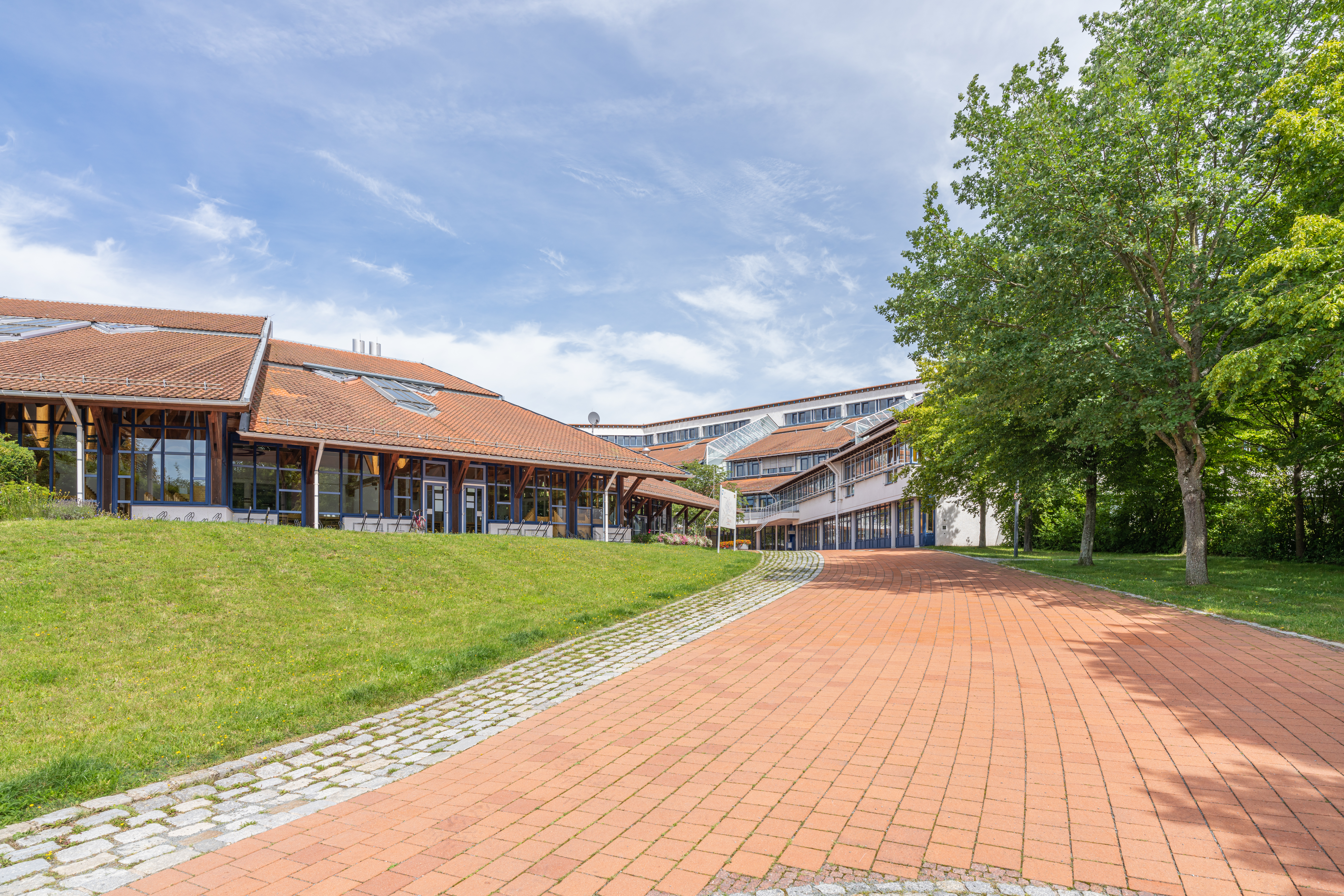
Haupteinfahrt von Wirthstraße

Der Fachbereich Allgemeine Innere Verwaltung in Hof gehört zur Hochschule für den öffentlichen Dienst in Bayern. Der Fachbereich befindet sich auf dem Hochschul-Campus.

## Geschichte
Nachdem am 1. Oktober 1974 das Bayerische Beamtenfachhochschulgesetz und am 1. März 1975 die Verordnung über die Errichtung von Fachbereichen der Bayerischen Beamtenfachhochschulen in Kraft getreten war, wurde der Fachbereich Allgemeine Innere Verwaltung eingerichtet.  Als Sitz dieses Fachbereichs wurde Hof festgelegt.
Ab dem 1. April 1975 übernahm Horst Müller die Leitung des Fachbereichs. 1978 wurde ein Architektenwettbewerb gestartet, den die Architekten Eicher, Hitzig, Langer und Schindhelm in München gewannen. Die Grundsteinlegung erfolgte durch den bayerischen Innenminister Gerold Tandler. 1983 konnte der Lehrbetrieb aufgenommen werden. Zum 1. Februar 1985 wurde Günter Hilg neuer Leiter. Im gleichen Jahr fand die Einweihung der Hochschuleinrichtungen durch den bayerischen Innenminister Karl Hillermeier statt.
Seit 1986 wird an der Hochschule EDV eingesetzt, eine Informix-Datenbank wurde für die Verwaltung eingerichtet. 1987 wurde der Verein der Bayerischen Beamtenfachhochschule Hof e. V. gegründet.
Mit dem Zuzug von fast 980 Prager Botschaftsflüchtlingen explodierten die Studentenzahlen förmlich. Im März 1990 wurden die drei Dozenten Josef Ziegler, Manfred Raum und Dietmar Scheid gewählt. 1992 wurden 110 Appartements an der Enoch-Widman-Straße zur Verfügung gestellt.
Der Jahrgang 1995 war mit 751 Studienanfängern das stärkste Jahr. Der Erweiterungsbau, der wegen vormals steigenden Studentenzahlen errichtet worden war, wurde jetzt nicht mehr benötigt, weil die Zahl der Studierenden sank. Man übergab den Erweiterungsbau somit der Hochschule für Angewandte Wissenschaften, die neu gegründet worden war.  Es wurden viele Partnerschaften mit anderen Hochschulen geschlossen, vor allem in Europa, zum Teil auch durch EU-Programme wie Sokrates. Die Studentenzahl stagnierte.
Das neue Jahrtausend begann erfolgreich für die HföD. Die Durchfallquote lag bei 4,1 % und somit erstmals unter 5 %. Jährlich wurden 2.300 Teilnehmer bei verschiedenen Schulungen fortgebildet.
2001 übernahm Richard Brey die Leitung, später wurde er zum Präsidenten der HföD in Bayern gewählt. 2002 wurde gemeinsam mit der Hochschule für Angewandte Wissenschaften ein EDV-Lehrsaal für den Studiengang Verwaltungsinformatik entwickelt.
Weil sich ab 2003 das Hochschulgesetz änderte, war es nun möglich, die Bachelor- und Masterabschlüsse zu absolvieren. Im Mai 2004 sprach sich der Landtagsabgeordnete Alexander König gegen eine mögliche Fusion beider Hofer Hochschulen aus.
Die Wettkampfgemeinschaft der Hofer Fachhochschulen gewann in den folgenden Jahren mehrmals bei Meisterschaften. Daneben machte die Hochschule mit einigen Initiativen auf sich aufmerksam: sie schloss eine Umweltpartnerschaft mit der Hochschule in Caruaru in Brasilien und unterstützte die Weihnachtstrucker, die Päckchen sammeln und diese zu armen Menschen nach Südosteuropa bringen.
2010 wurde Richard Brey bei der Wahl in seinem Amt bestätigt. 2011 wurde Harald Wilhelm Leiter der Hochschule und Hermann Vogelsang neuer Präsident.
2013 feierte die Hochschule 30-jähriges Jubiläum. 2015 fand der Wissenschaftstag der Metropolregion Nürnberg an den beiden Hochschulen statt. Da die Studentenzahl stetig bis auf 617 Studienanfänger stieg, wurde 2016 ein neues Studentenwohnheim errichtet. 2017 wurden mehrere neue Lehrsäle gebaut. Seit der Gründung haben über 11.000 Studierende ein Studium absolviert.

## Studienangebot
- Ausbildung der Beamtinnen und Beamten für den Einstieg in der dritten Qualifikationsebene der Fachlaufbahn Verwaltung und Finanzen, fachlicher Schwerpunkt nichttechnischer Verwaltungsdienst
- Ausbildung der Beamtinnen und Beamten für den Einstieg in der dritten Qualifikationsebene der Fachlaufbahn Naturwissenschaft und Technik, fachlicher Schwerpunkt Verwaltungsinformatik[5]

Weitere Studienangebote:
Zusammen mit der Technischen Hochschule Deggendorf bietet die Hochschule für den Öffentlichen Dienst den berufsbegleitenden Masterstudiengang Public Management (MPM).
Daneben haben die Studierenden die Möglichkeit die multimedialen Lehrveranstaltungen der Virtuelle Hochschule Bayern (vhb) zu nutzen.

## Campus

Lageplan des Campus

Auf dem 10 ha großen Gelände gibt es folgende Einrichtungen:
- 37 Unterrichtsräume, 2 Hörsäle und 5 EDV-Lehrsäle
- Hochschulbibliothek mit etwa 20.000 Bänden
- Mensa, Cafeteria mit Bierstube und Kegelbahn
- Zweifachsporthalle mit Allwetter- und Tennisplätzen sowie Beach-Volleyball-Feldern
- 911 Appartements (bei Bedarf teilweise zur Doppelbelegung)

Der Fachbereich Allgemeine Innere Verwaltung der Hochschule für den öffentlichen Dienst in Bayern teilt sich den Campus mit der Hochschule für Angewandte Wissenschaften Hof  und das dazugehörige Institut für Informationssysteme. Auf dem Campus befindet sich außerdem noch das Digitale Gründerzentrum Einstein 1.

## Bildergalerie

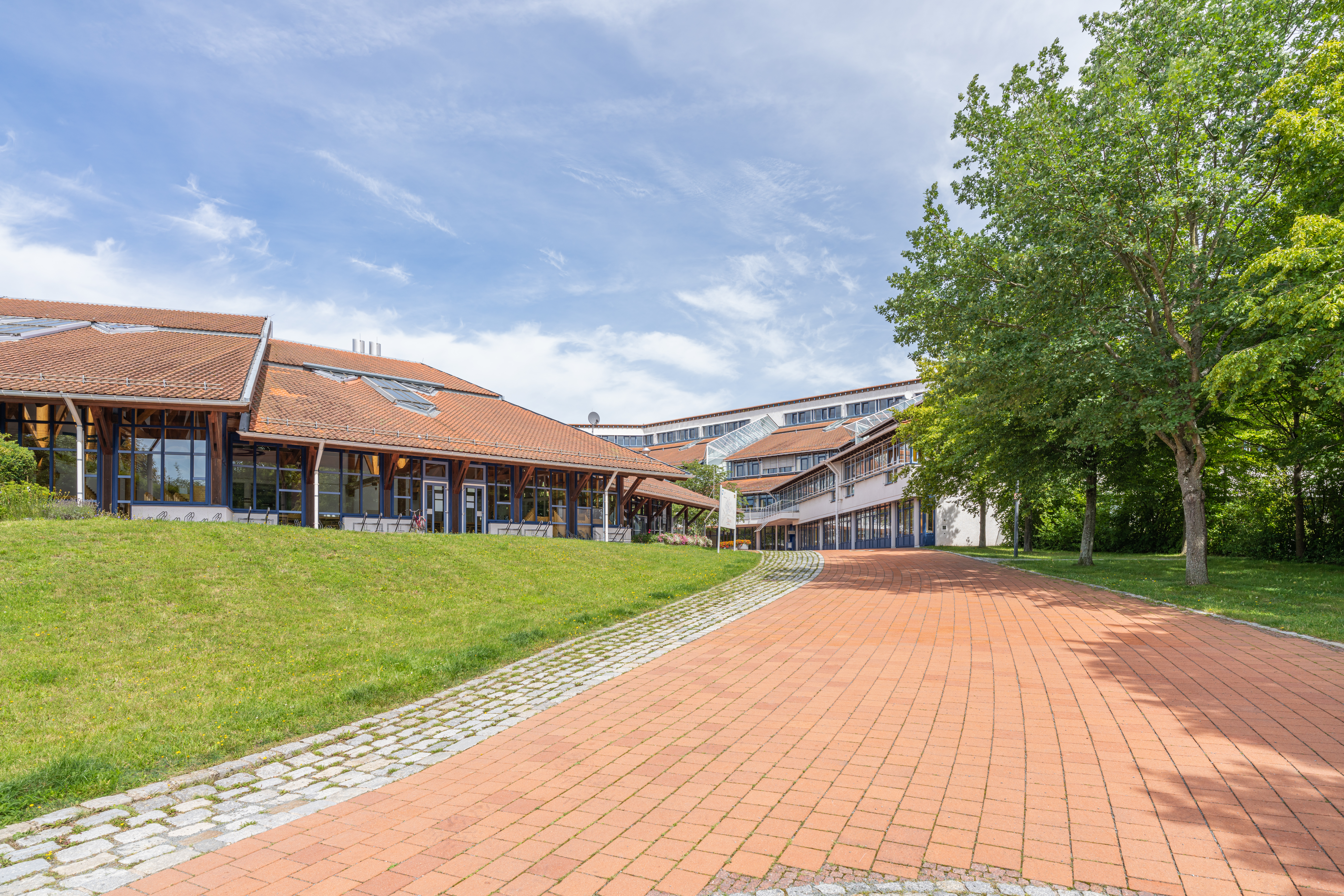
Haupteinfahrt
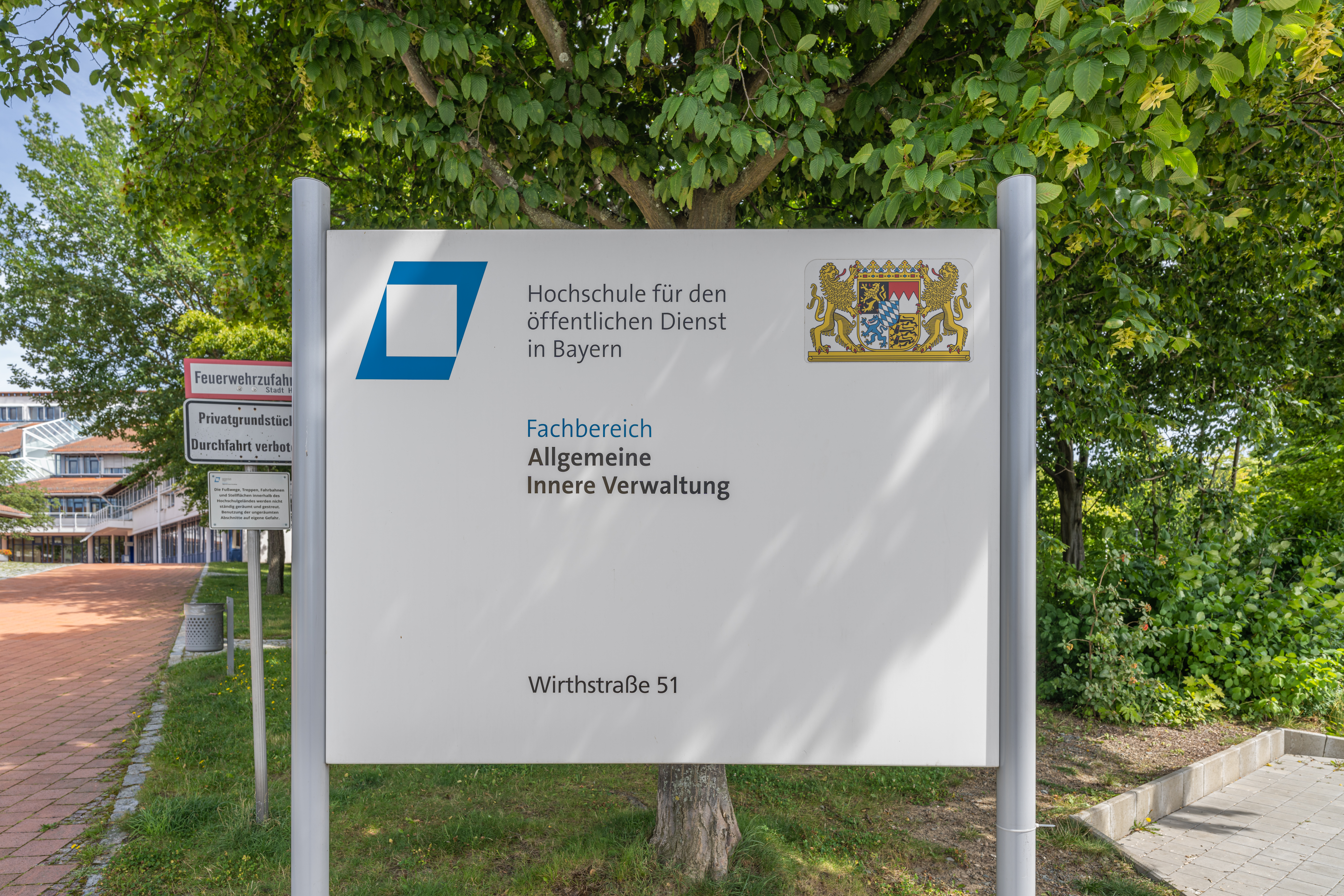
Haupttafel
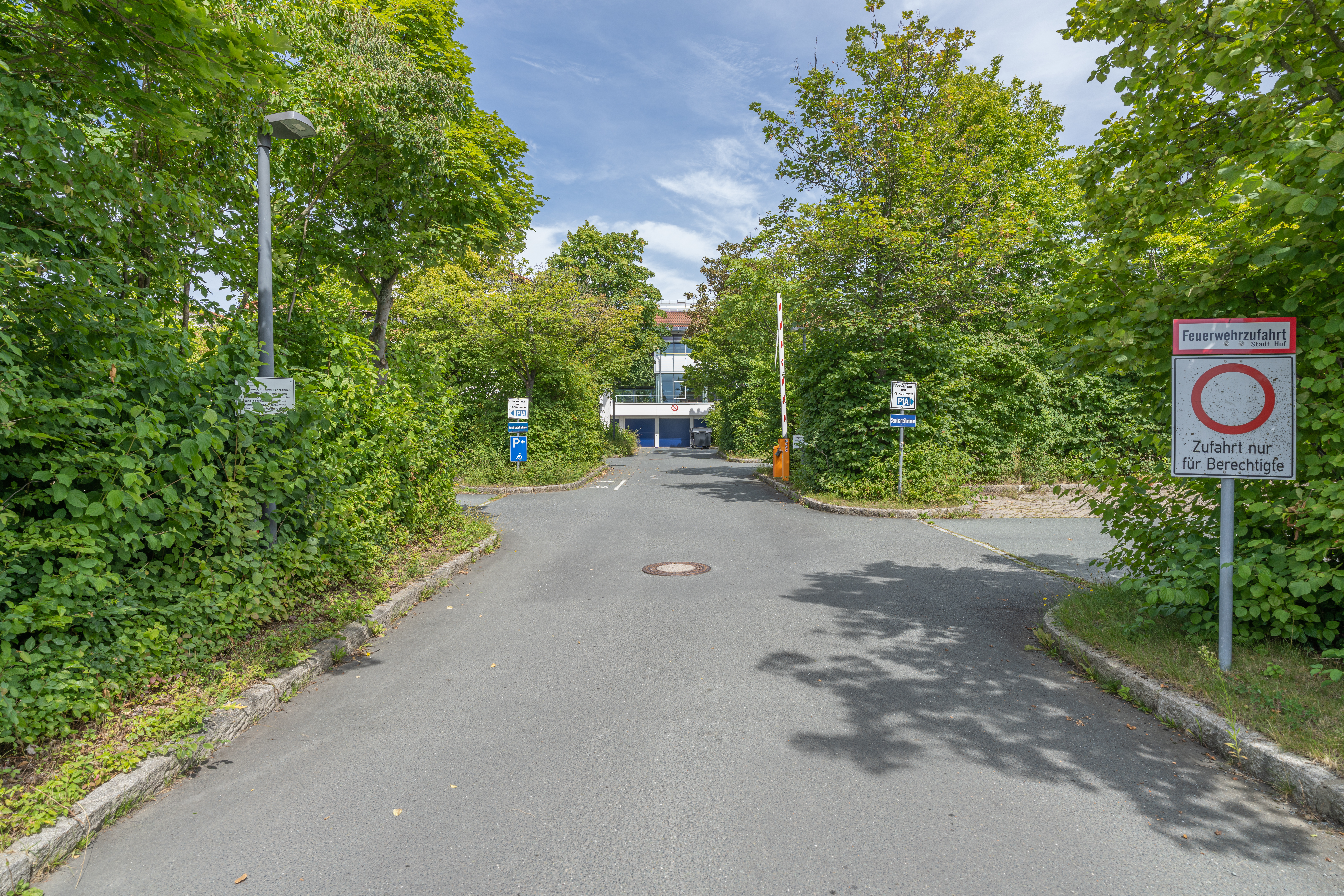
Eine Parkplatzeinfahrt
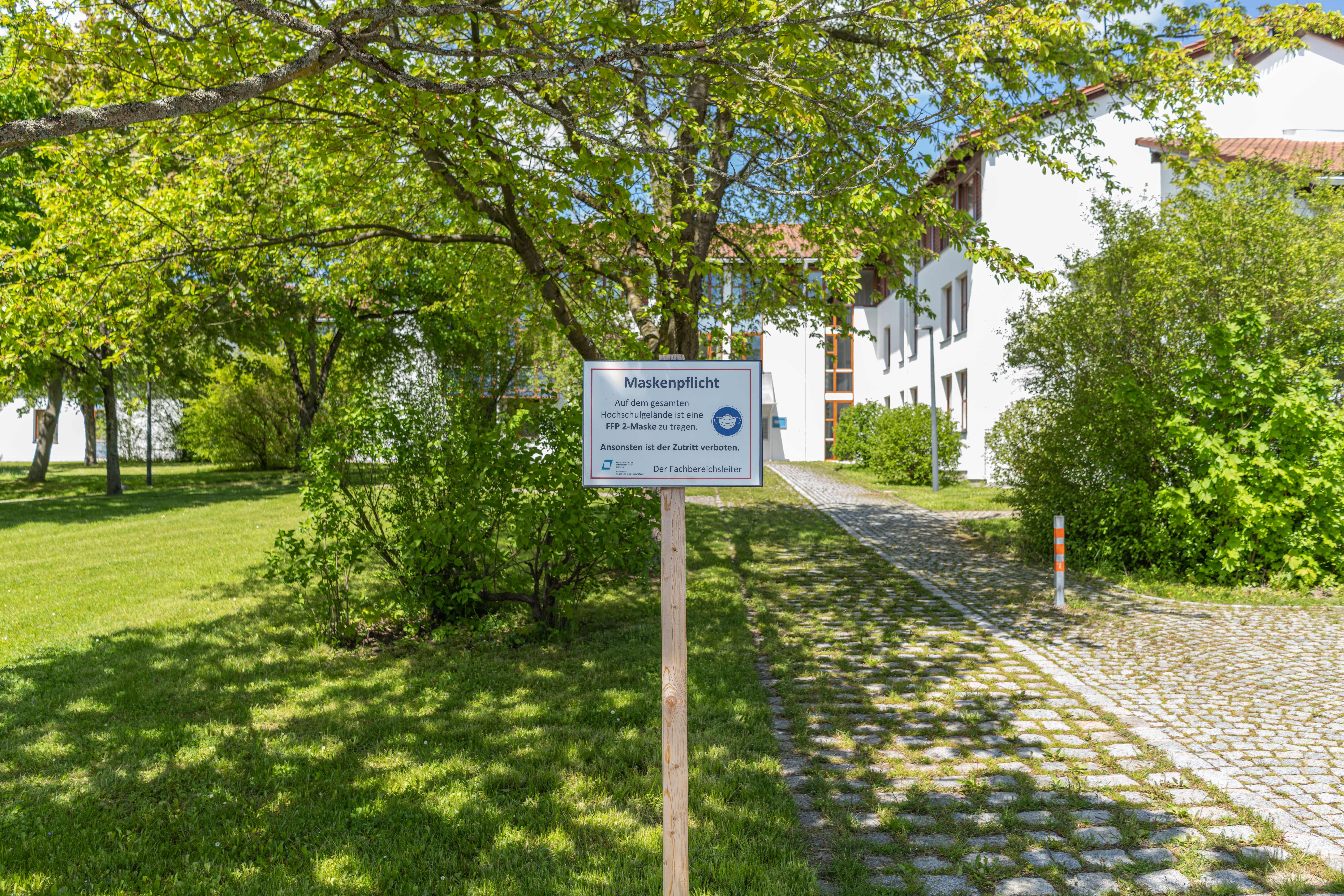
Hinweisschild während der COVID-19-Pandemie
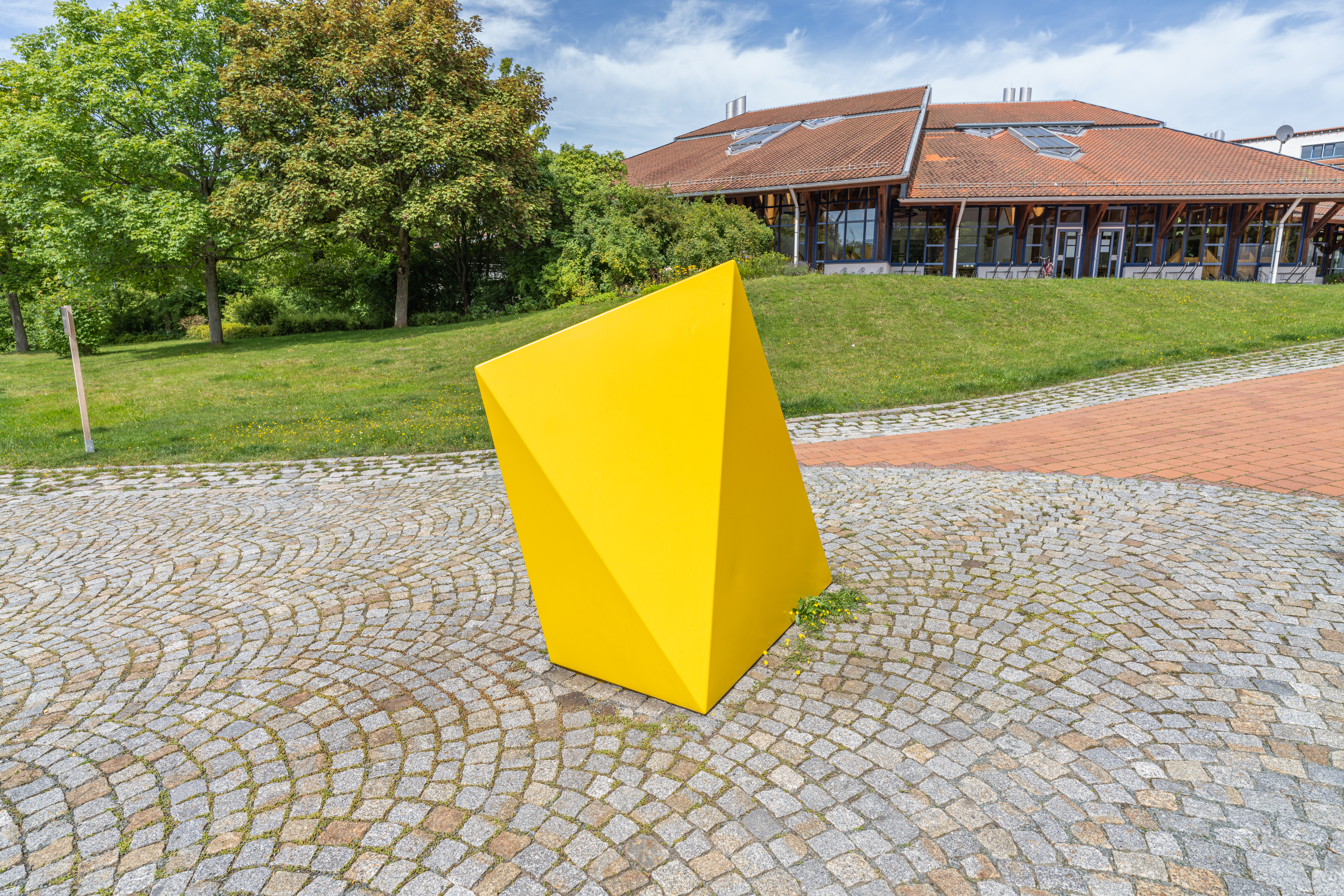
Gelbes unregelmäßiges Polygon in der Einfahrt
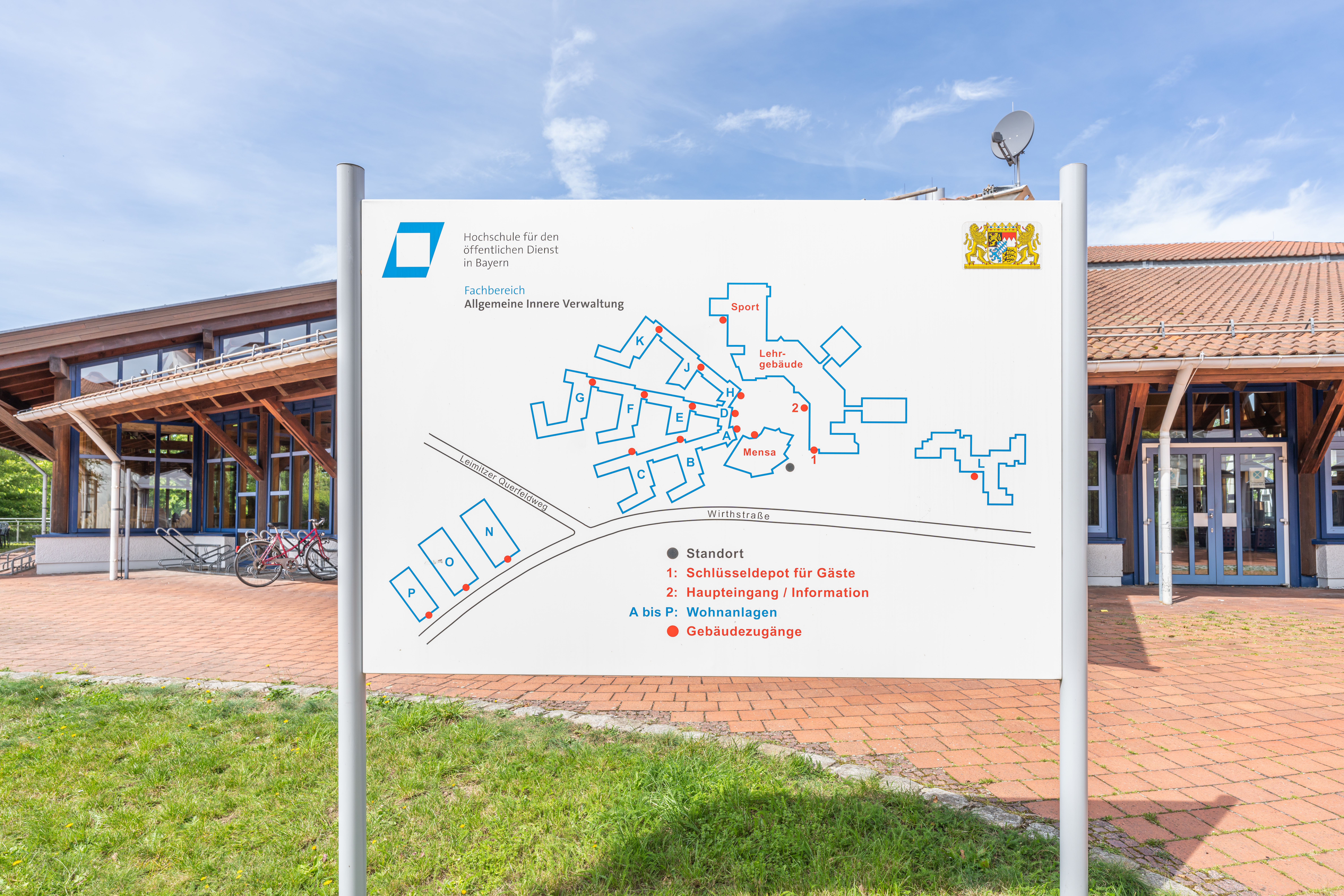
Schematischer Aufbau des Campus
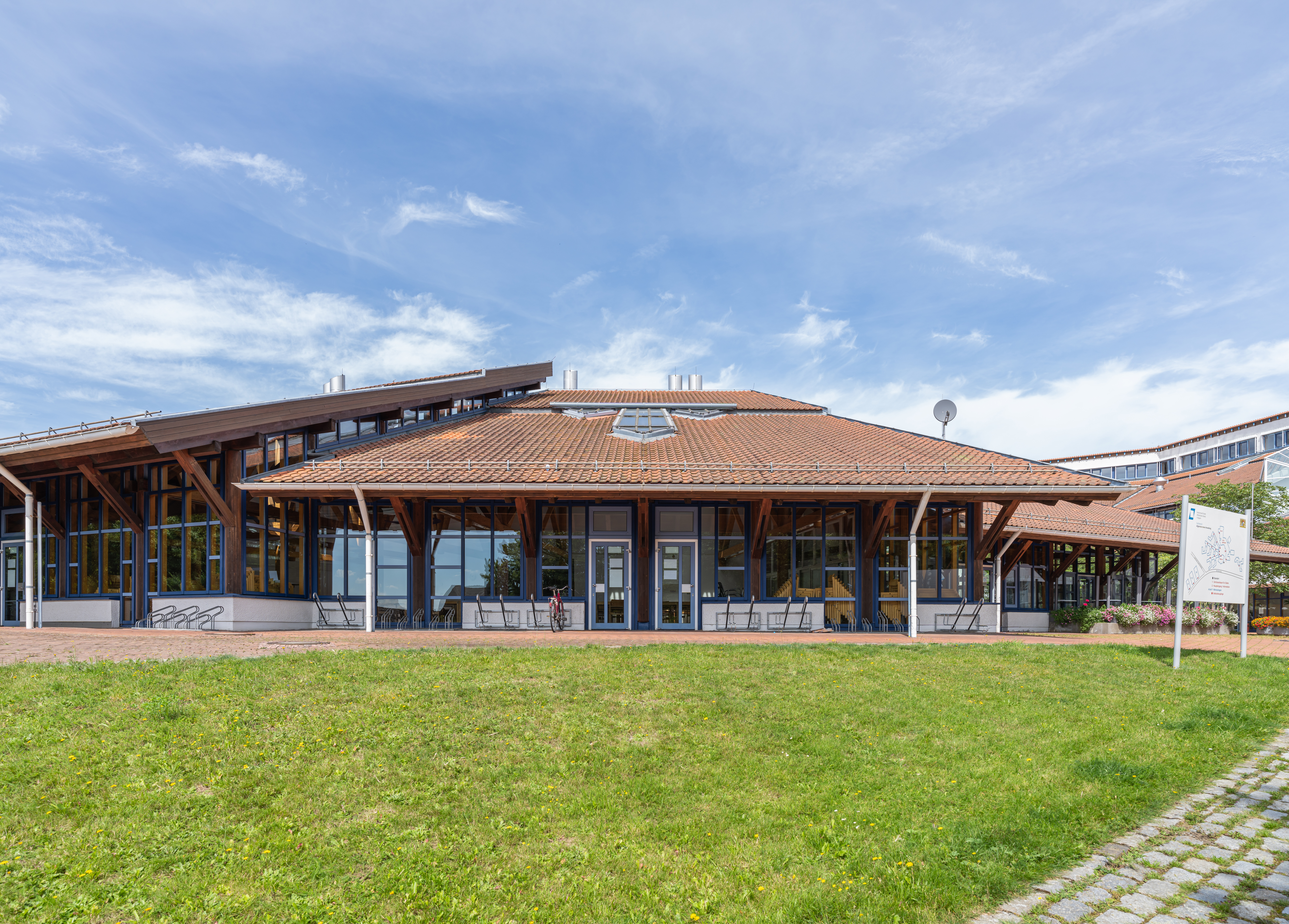
Mensa mit Bierstube und Cafeteria
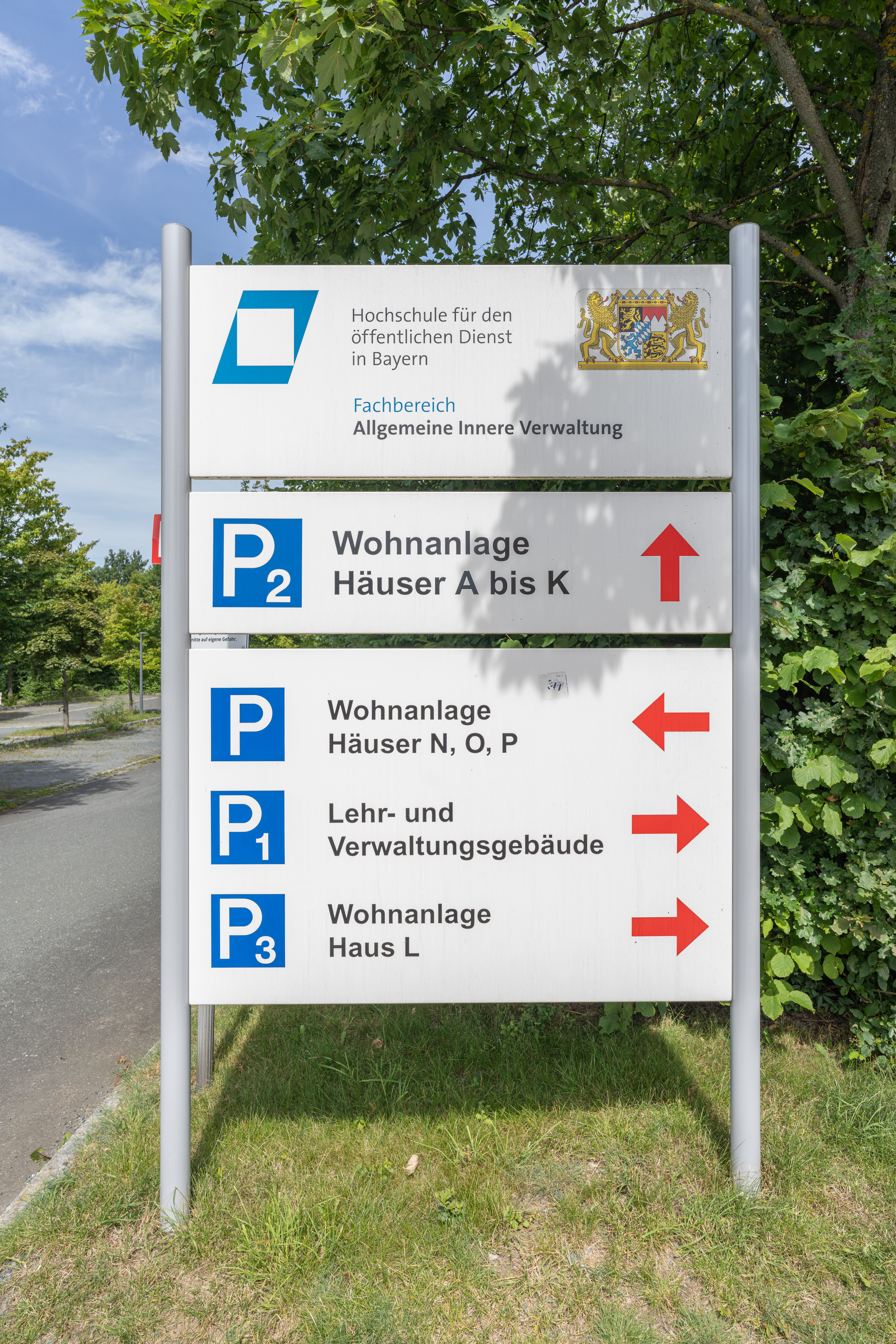
Parkplatzdistribution
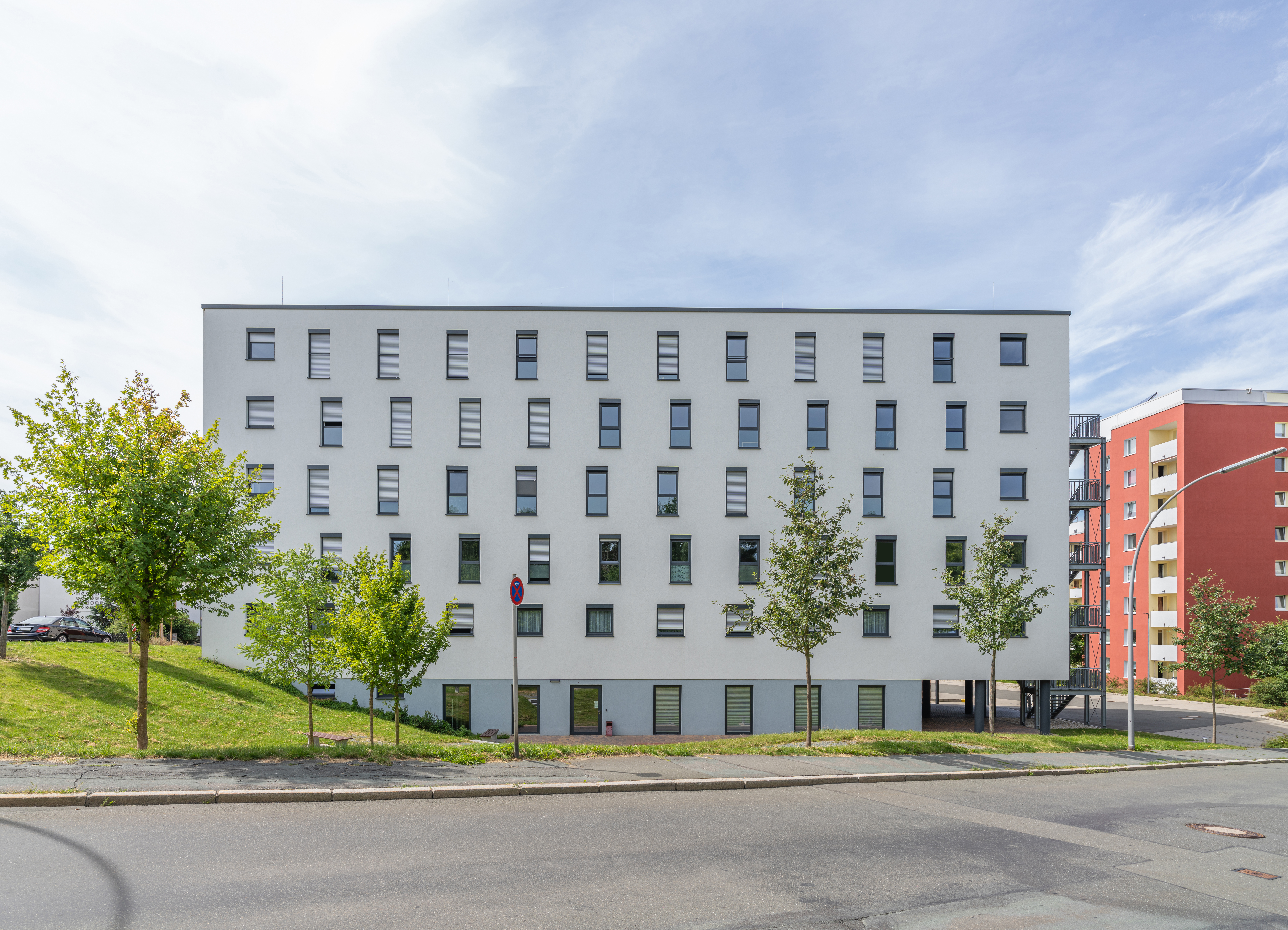
Eine Wohnanlage der HföD